# Anal Vomit
Anal Vomit – peruwiańska grupa muzyczna grająca death metal, powstała w Limie w 1992 r. W tekstach porusza tematy związane z okultyzmem i satanizmem.

## Muzycy

### Obecny skład zespołu
- Sadonoizer – gitara
- Manuel De La Torre – gitara
- Emilio "Milo Possessor" Urbay – śpiew, gitara basowa
- Destructor – perkusja

### Byli członkowie zespołu
- Manfred Beingolea – śpiew, gitara basowa
- Walter Profanador – gitara
- Dr Pus. (Juan "Abominator" Flores) – śpiew, gitara
- Jesús Gore – gitara
- Omar 'Seducer' – gitara
- Nihil Soldier – gitara

## Dyskografia

### Albumy studyjne
- Demoniac Flagellations (2004, Displeased Records)
- Depravation (2007, Displeased Records)
- Gathering of the Putrid Demons (2009, Black Seed Prod.)
- Peste negra, muerte negra (2015, Icarus Music)

### Minialbumy
- From Peruvian Hell (2002, Legion of Death)
- Nocturnal Curse Live (2012, Warhemic Productions)

### Dema
- Pregnancy Rotten Masturbator (1993, wydanie własne)
- Welcome to the Slow Putrefaction (1995, wydanie własne)
- Into the Eternal Agony (1997, wydanie własne)
- Sudamerica Brutal (1998, Hurling Metal Records)

### Splity i kompilacje
- Sudamerica Brutal 1 (1999, Hurling Metal Records)
- Devotos Del Diablo (2004, Warhymns Records)
- Welcome to the Slow Rotten Pregnancy Putrefaction (2010, ASangreFria, Espiritus Inmundos)
- Culto de los venenos (2016, Dunkelheit Produktionen)
- Early Years of Putrefaction (2017, Profanador Records)
- Morgue of Difamators (2018, Bestial Burst)